# Basílica de Santa María de la Asunción (Arcos de la Frontera)
La basílica menor y parroquia mayor de Santa María de la Asunción de Arcos de la Frontera (Cádiz, Andalucía, España) es un templo en origen mudéjar de los siglos XIV o XV que tras unas profundas remodelaciones realizadas durante la primera mitad del siglo XVI quedó convertida en una espléndida iglesia gótica; aspecto este que arquitectónicamente predomina en el interior, no así en el exterior, donde junto con elementos propios del arte ojival (portada de Santa María), conviven otros igualmente relevantes de tipos renacentistas y barrocos (fachada de la nave de la epístola, dominada por su enorme torre).

## Historia
Diego de Riaño, arquitecto de origen cántabro y una de las figuras cumbres del plateresco español, desarrolló una amplia trayectoria profesional en Andalucía, siendo nombrado Maestro Mayor de la catedral de Sevilla en el año 1528, y desde 1532 también maestro mayor de las iglesias de Arcos. Se sabe que trabajó en esta iglesia de Santa María, de planta de salón y tres naves de igual altura, siguiendo las obras comenzadas hacia 1520 por Alonso Rodríguez y Juan Gil de Hontañón, asimismo maestros mayores sucesivos de la catedral hispalense, de cuyo arzobispado dependía Arcos.

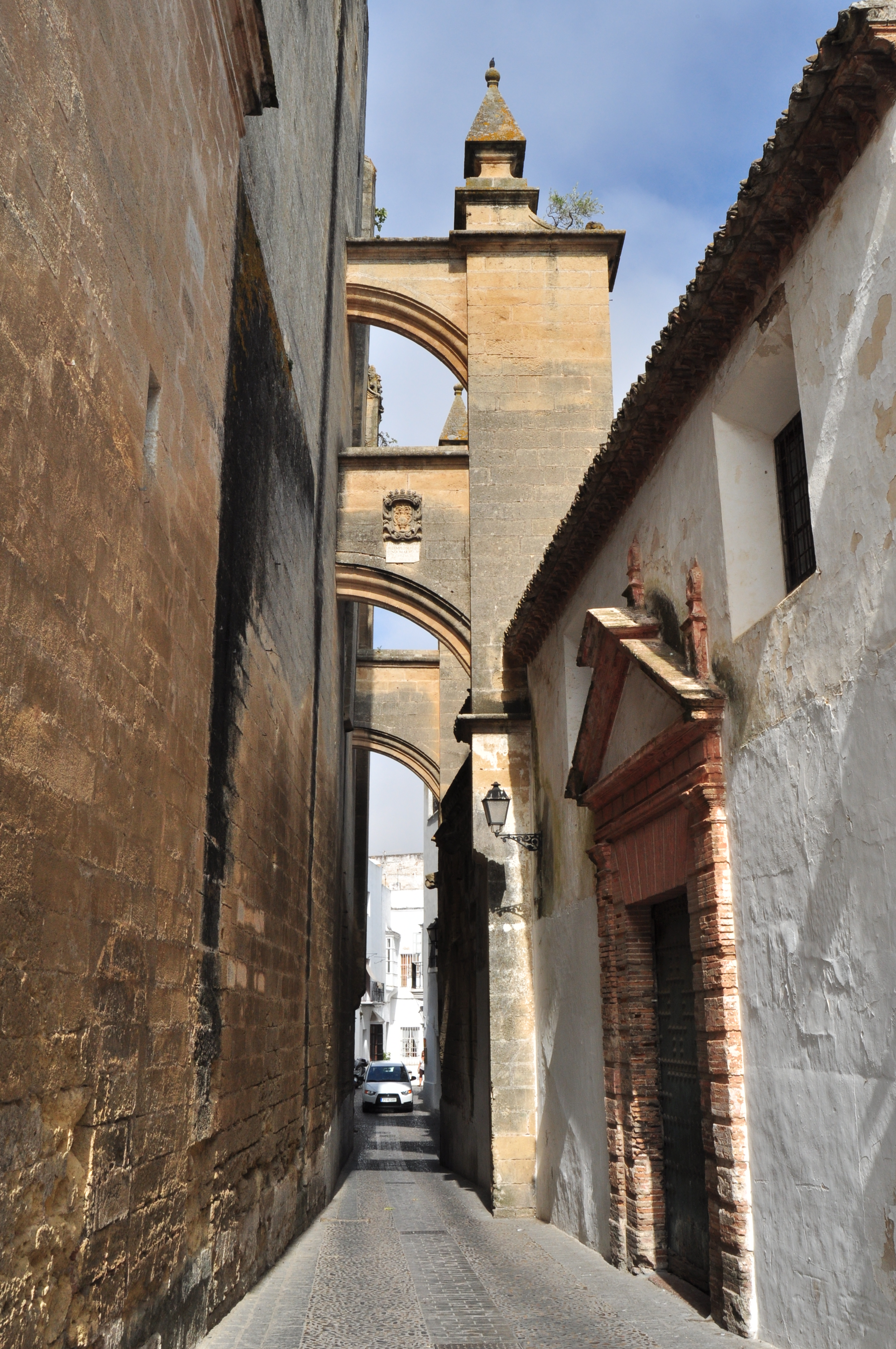
Detalle de la parte posterior de la iglesia.

Le sucedió en las obras Martín de Gaínza, a quien, en estilo ya renacentista se le atribuye la resolución y rica decoración de las bóvedas del presbiterio, la capilla mayor y la sacristía, esta última de planta centrada y bóveda rebajada, cuyo esquema deriva de la de la catedral de Sevilla, que el maestro concluyó a la muerte de Riaño.
También intervinó en la construcción de este templo Hernán Ruiz II El Joven, máximo exponente de la arquitectura renacentista y manierista en Andalucía y también maestro mayor de la catedral sevillana desde 1557, cuya presencia está documentada en Arcos desde el año 1559 y siguientes para vigilar y reconocer las obras, quedándose a vivir en esta ciudad, donde se cree que murió.
En el año 1699 el arquitecto jerezano Diego Moreno Meléndez dirigió la construcción de los arbotantes que cruzan de parte a parte el callejón de las Monjas, y que sostienen desde entonces los muros de la iglesia por este lado, inclinadas por el peso de las bóvedas.
En 1755, el terremoto de Lisboa ocasionó la caída de gran parte de la torre de la iglesia, situada en la cabecera del lado del evangelio y que fue sustituida por la actual.

## Descripción

### Portada
Destaca especialmente en esta iglesia su imponente portada situada a los pies, de hacia 1520, que representa la evolución del final del gótico al renacimiento, y que incluye finos detalles platerescos en sus huecos centrales, que quedan flanqueados entre dos poderosos contrafuertes cilíndricos profusamente decorados por pequeños pináculos góticos.

### Torre
La torre campanario situada en la portada sur se construyó en el siglo XVIII, tras el derrumbe de la anterior que ubicaba en la cabecera, a consecuencia del terremoto de Lisboa. Vicente Catalán Bengoechea, maestro mayor de las obras de la Real Fábrica de Tabacos de Sevilla, fue el arquitecto encargado de las obras. Proyectó una robusta y enorme torre, como un referente a la Giralda. El proyecto quedó inacabado, que preveía sobre el actual un segundo cuerpo de campanas, más otro de planta octogonal para el reloj, y otro más similar como remate final. En esta torre campanario se conjugan elementos renacentistas con otros barrocos, especialmente los balconcillos redondeados bajo las campanas, estatuas, y menudos adornos de piedra alternados con semiesferas cerámicas vidriadas.

### Retablo mayor
En el interior destaca el gran retablo mayor, cuyo diseño se debe al maestro mayor de la Archidiócesis, Pedro Díaz de Palacios. El Arzobispado concertó la ejecución en 1585 con los artistas Juan Bautista Vázquez el Mozo y Jerónimo Hernández, que lo dividieron por mitades. Sin embargo, Hernández murió al año siguiente y Vázquez abandonó el encargo al trasladarse a Granada. Esto produjo una paralización, en los siguientes diez años en los que solo se realizó el banco y dos relieves del primer cuerpo. Definitivamente, Andrés de Ocampo se hizo cargo de los trabajos en noviembre de 1602, que se terminaron en 1608 y el montaje finalizó en 1617.
Esta iglesia de Santa María fue declarada Bien de Interés Cultural en la categoría de Monumento Histórico-Artístico Nacional en 1931.